# إدوارد راسيل (مقدم تلفزيوني)
إدوارد راسيل (بالإنجليزية: Edward Russell) هو مقدم تلفزيوني بريطاني، ولد في 7 سبتمبر 1989 في لندن في المملكة المتحدة.

## وصلات خارجية
- الموقع الرسمي